# Pedro (obispo de Segovia)
El obispo Pedro es, por el momento, el primero cuyo nombre se conoce de los que tuvo la Diócesis de Segovia, exceptuando al mítico Jeroteo de Segovia, personaje ficticio inventado en el siglo XVI a partir de la vida de Jeroteo de Atenas.
Se sabe que hubo un obispo anterior a don Pedro, de nombre desconocido, que firma como obispo de Segovia en el año 527. Desde entonces, no existe ninguna noticia alusiva al episcopologio segoviano hasta el año 589, que aparece don Pedro, firmando como legítimo titular en el III Concilio de Toledo; su rúbrica aparece por delante de otros quince obispos, lo que hace presuponer alguna mayor antigüedad que aquellos, por lo que su nombramiento hubo de ser tiempo atrás.
| Predecesor: desconocido | Obispo de Segovia 589-¿? | Sucesor: Miniciano |